# Jjigae (món hầm)
Jjigae là một loại canh giống như món hầm kiểu Tây. Jjigae có rất nhiều loại, thường được nấu với thịt. hải sản, rau trong nước canh được nêm nếm bằng gochujang (sốt ớt cay), doenjang (tương đậu nành xay), ganjang (nước tương) hay saeujeot (tép riu ngâm muối).
Thường một bữa cơm của người Hàn sẽ có jjigae hoặc là guk (canh). Vào thời kỳ Joseon, món này còn được gọi là jochi, và thường được dọn lên trong bữa cơm của vua (surasang)
Tên gọi của một món jjigae thường được đặt theo tên của thành phần chính làm nên món đó, ví dụ như saengseon jjigae (생선찌개) làm từ cá hay đubu jjigae (두부찌개) làm từ đậu phụ, hay doenjang jjigae (된장찌개) được nêm nếm bằng tương đậu nành xay.

## Các loại

### Theo thành phần
- Altang jjigae (알탕 찌개), được làm bằng trứng cá pô-lắc
- Dubu jjigae (두부 찌개), được làm bằng đậu phụ
- Ge jjigae (게 찌개), được làm bằng cua
- Kimchi jjigae (김치 찌개), được làm bằng kim chi và các thành phần khác [1]
- Kongbiji jjigae (콩비지 찌개), được làm bằng đậu nành
- Budae jjigae (부대 찌개), được làm bằng nước dùng cay cùng các loại thịt và các thành phần khác [2]
- Saengseon jjigae (생선 찌개), được làm bằng cá.
- Dongtae jjigae (동태 찌개) được làm từ cá pô-lắc
- Sundubu jjigae(순두부), được làm bằng đậu phụ non [3]

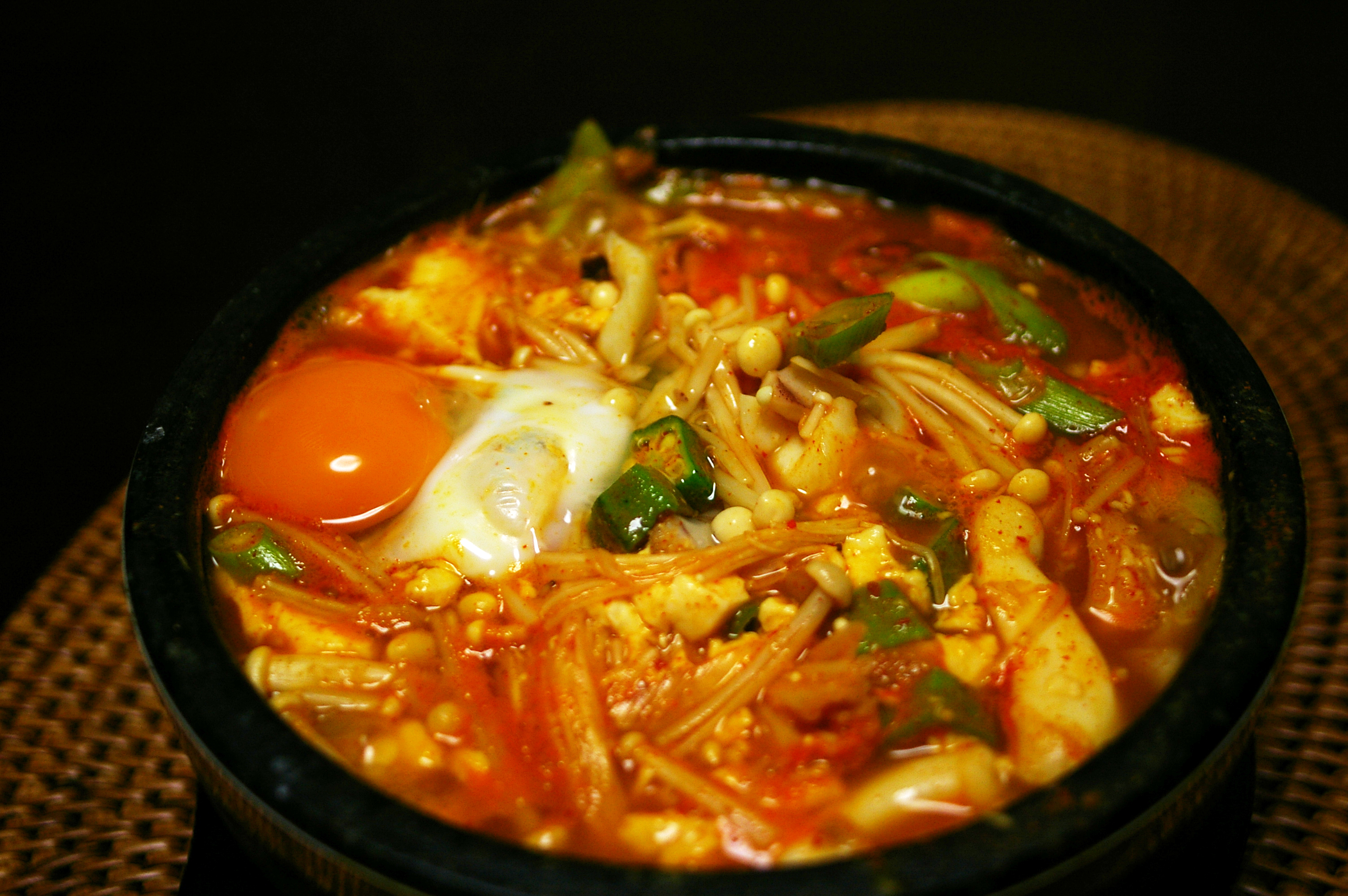
Sundubu jjigae

### Theo gia vị
- Doenjang jjigae (된장), được làm bằng nước dùng doenjang [1]
- Cheonggukjang jjigae (청국장찌개), được làm bằng cheonggukjang (tương đậu nành) và các thành phần khác [1]
- Saeujeot jjigae (새우젓 찌개), được làm bằng saeujeot (tôm ngâm muối)
- Gochujang jjigae (고추장 찌개), được làm bằng nước dùng "gochujang ",
- Myeongnanjeot jjigae (명란젓 찌개), được làm bằng myeongnanjeot (trứng cá muối lên men)

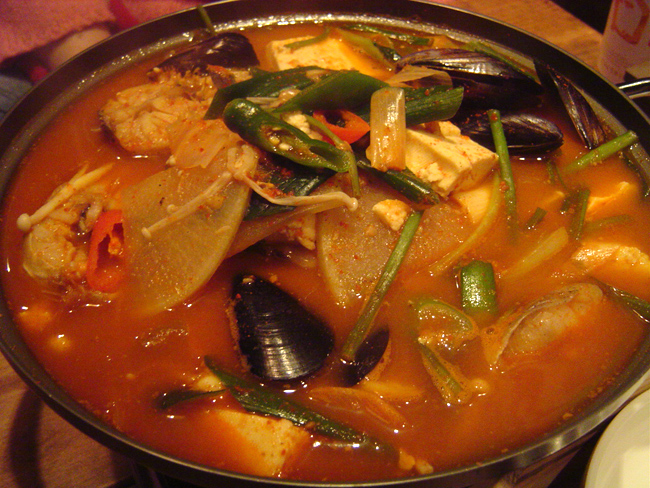
Dongtae jjigae
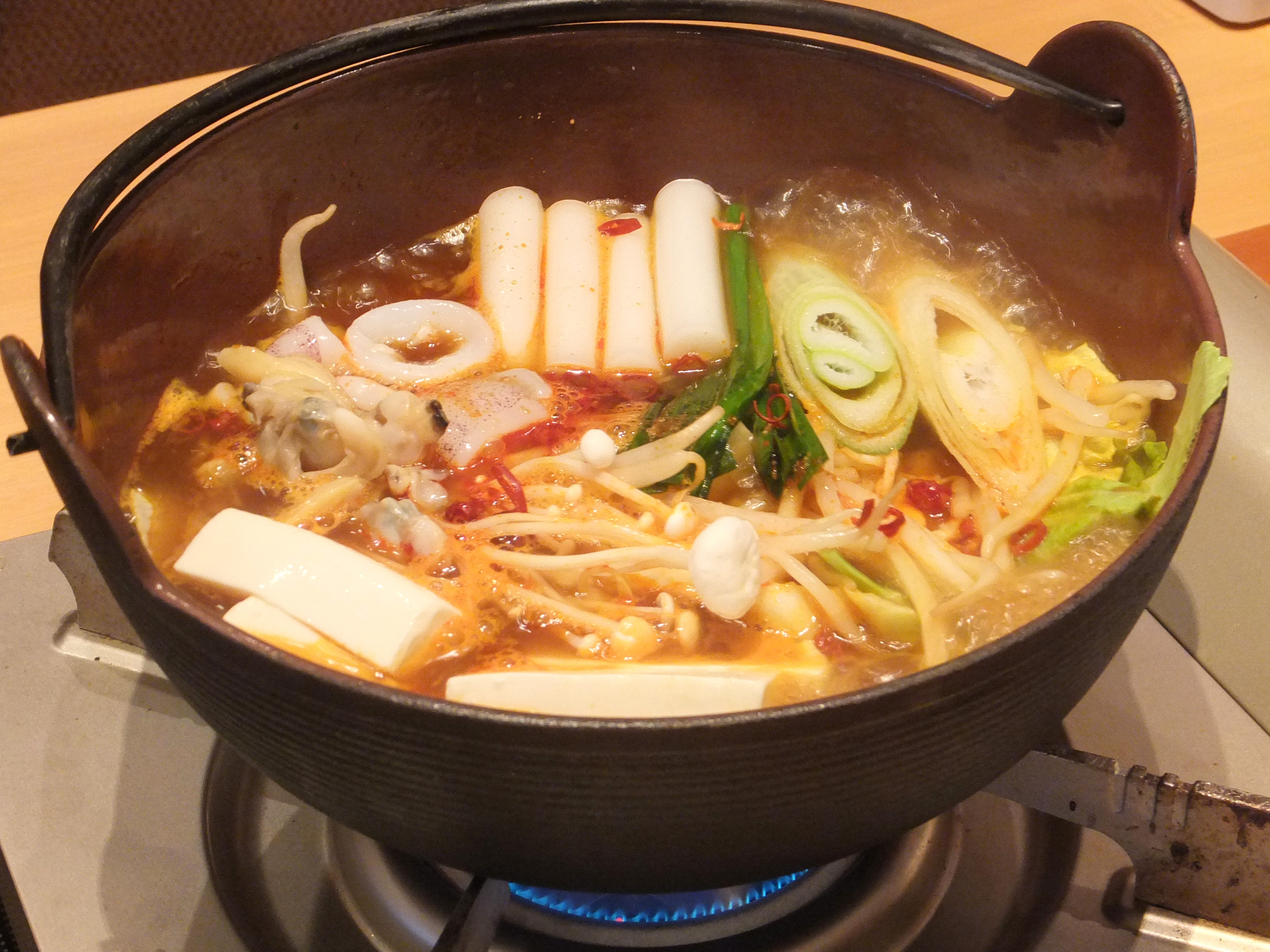
Dubu jjigae